# بیجانگ
بیجانگ (به لاتین: Beigan, Lienchiang) یک سکونتگاه مسکونی در تایوان است که در جزایر ماتسو واقع شده‌است.

## خصوصیات
بیجانگ ۹٫۹۰ کیلومترمربع مساحت و ۲٬۳۲۰ نفر جمعیت دارد.